# Badeni Hrabia
Badeni – polski herb szlachecki, hrabiowska odmiana herbu Bończa.

## Opis herbu
Opis zbudowany zgodnie z klasycznymi zasadami blazonowania:
Herb z nadania w 1845: W polu błękitnym jednorożec srebrny, z jęzorem czerwonym, w skoku. Nad tarczą korona hrabiowska. Nad nią hełm. W klejnocie nad hełmem pół jednorożca jak w godle. Trzymacze: Dwa lwy złote, z jęzorami czerwonymi, patrzące w prawo.
Herb z nadania w 1887: Jednorożec w galopie, lwy-trzymacze patrzące na zewnątrz. Jednorożec w klejnocie wprost.
Herb z archiwum HKP: W polu czerwonym pół jednorożca srebrnego, wyskakującego zza kępy murawy zielonej. Nad tarczą korona hrabiowska, z której klejnot: pół jednorożca jak w godle.

## Najwcześniejsze wzmianki
Tytuł hrabiowski został zatwierdzony w Królestwie Polskim Sebastianowi Badeniemu 2 grudnia 1825. Kazimierz Badeni uzyskał austriacki tytuł hrabiowski 8 listopada 1845 (dyplom z 28 stycznia 1846), który dziedziczyli potem jego potomkowie. Podstawą nadania tytułu były posiadane dobra ziemskie oraz funkcja deputata stanowego. Niezależnie od Kazimierza tytuł hrabiowski austriacki uzyskał Stanisław Franciszek Badeni, bratanek Kazimierza. Pozytywna opinia cesarza w tej sprawie została wydana  2 kwietnia 1887, taksę za dyplom opłacono 30 kwietnia 1887.

## Herbowni
graf von Badeni.